# Жіночий корпус армії США
Жіночий армійський корпус (англ. Women's Army Corps, WAC) був жіночим підрозділом армії США, який 15 травня 1942 року початково був створений як допоміжний підрозділ — Жіночий армійський допоміжний корпус (англ. Women's Army Auxiliary Corps, WAAC) та 1 липня 1943 року перетворений на чинну службу в армії США як WAC. Його першою директоркою була полковник Овета Калп Хоббі. WAC було розформовано 20 жовтня 1978 року, а всі його підрозділи були об'єднані з чоловічими.

## Історія
Організація WAAC була розроблена численними армійськими бюро під керівництвом підполковника Гіллмана К. Маджетта, першого попереднього планувальника WAAC; однак майже всі його плани були відкинуті або значно змінені перед початком операції, тому що його очікування передбачали, що корпус складатиметься лише з 11 000 жінок. 28 травня 1941 року, без підтримки військового міністерства, представниця штату Массачусетс Едіт Нурс Роджерс презентувала законопроєкт, який передбачав створення допоміжного корпусу жіночої армії. Бюджетне бюро кілька місяців відкладало законопроєкт, але після вступу США у війну його відновили. Сенат схвалив законопроєкт 14 травня 1942 року, а вже наступного дня він став законом. Після підписання законопроєкту президент Франклін Д. Рузвельт поставив ціль набору до WAAC 25 000 жінок на перший рік. Ця мета була несподівано перевищена, тому військовий міністр Генрі Л. Стімсон вирішив збільшити ліміт, дозволивши залучити 150 000 доброволиць.
WAAC було створено за аналогічними британськими підрозділами, особливо Жіночим допоміжним територіальним корпусом (ATS), які привернули увагу начальника штабу армії Джорджа С. Маршалла. 1942 року перший контингент із 800 учасниць Жіночого армійського допоміжного корпусу розпочав базову підготовку в школі тимчасової підготовки офіцерів армії Форт-Де-Мойн, штат Айова. Протягом першого дня жінок одягли в уніформу, провели співбесіду, розподілили по ротах і казармах та зробили щеплення від хвороб.

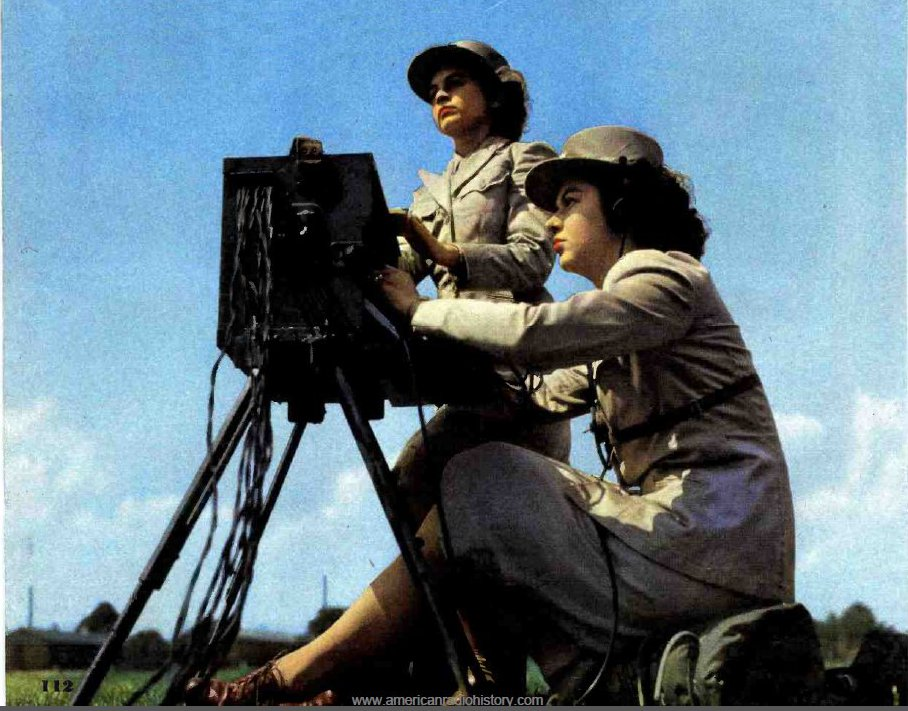
Польові телефоністки Корпусу зв'язку WAC, 1944 рік

WAAC спочатку готували за трьома основними спеціальностями. Найспритніших навчали на операторок щитових. Далі йшли механіки, які повинні були мати високий ступінь механічних здібностей і здатність розв'язувати проблеми. Пекарки, як правило, були найнижчими новобранцями. Пізніше WAAC розширили до десятків спеціальностей, таких як поштові службовиці, водійки, стенографістки та клерки-друкарки. Збройниці WAC також обслуговували та ремонтували стрілецьку й важку зброю, хоча їм було заборонено її використовувати.
У липні 1943 року Військове відомство опублікувало посібник із фізичної підготовки під назвою «Ти маєш бути у формі», спрямований на те, щоб жінки-новобранці досягли найвищих фізичних стандартів. Посібник починається з визначення обов'язків жінок: «Ваша робота: замінити чоловіків. Будьте готові взяти це на себе». У ньому згадувалося про відданість жінок військовим діям в Англії, Росії, Німеччині і Японії та підкреслювалося, що новобраниці WAC повинні бути фізично здатні виконувати будь-яку роботу. Посібник із фітнесу був найсучаснішим на той час, містив розділи про розминку та прогресивні вправи для нарощування м'язів тіла для рук, ніг, живота, шиї та спини. Він охоплював також розділ про розробку особистої фітнес-програми після базової підготовки та завершувався «Армійським шляхом до здоров'я та додаткової привабливості» з порадами щодо догляду за шкірою, макіяжу та зачісок.
Невміла реклама та поганий зовнішній вигляд уніформи WAAC/WAC, особливо порівняно з уніформою інших служб, ускладнювали зусилля з вербування. Опір вищого командування армії вдалося подолати завдяки ефективній службі WAAC на місцях, але ставлення чоловіків рядового і начальницького складу залишалося загалом негативним, і сподівання, що до мільйона чоловіків можна буде замінити жінками, ніколи не виправдалися. Поряд із цим військово-повітряні сили армії США з самого початку стали рішучими прибічниками регулярного військового статусу для жінок в армії.
Орієнтовно 150 000 американських жінок зрештою служили в WAAC і WAC під час Другої світової війни. Хоча консервативна думка в керівництві армії, а також серед громадськості, спочатку була проти того, щоб жінки служили в уніформі, нестача чоловіків зумовила необхідність нової політики.

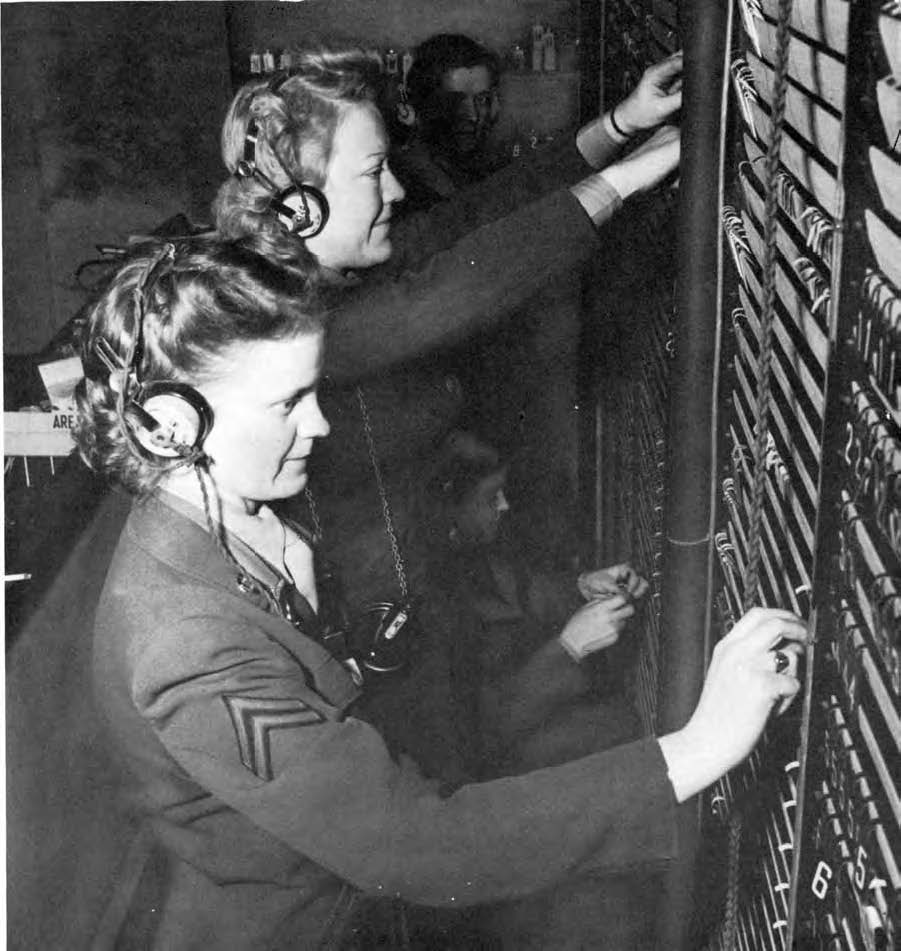
Робота WAC у відділі зв'язку операційної станції ВПС.

Хоча більшість жінок служили в США, деякі поїхали в різні місця по всьому світу, включно з Європою, Північною Африкою та Новою Гвінеєю. Наприклад, WAC приземлилися на пляжі Нормандії лише через кілька тижнів після першого вторгнення.

### Кампанія наклепу

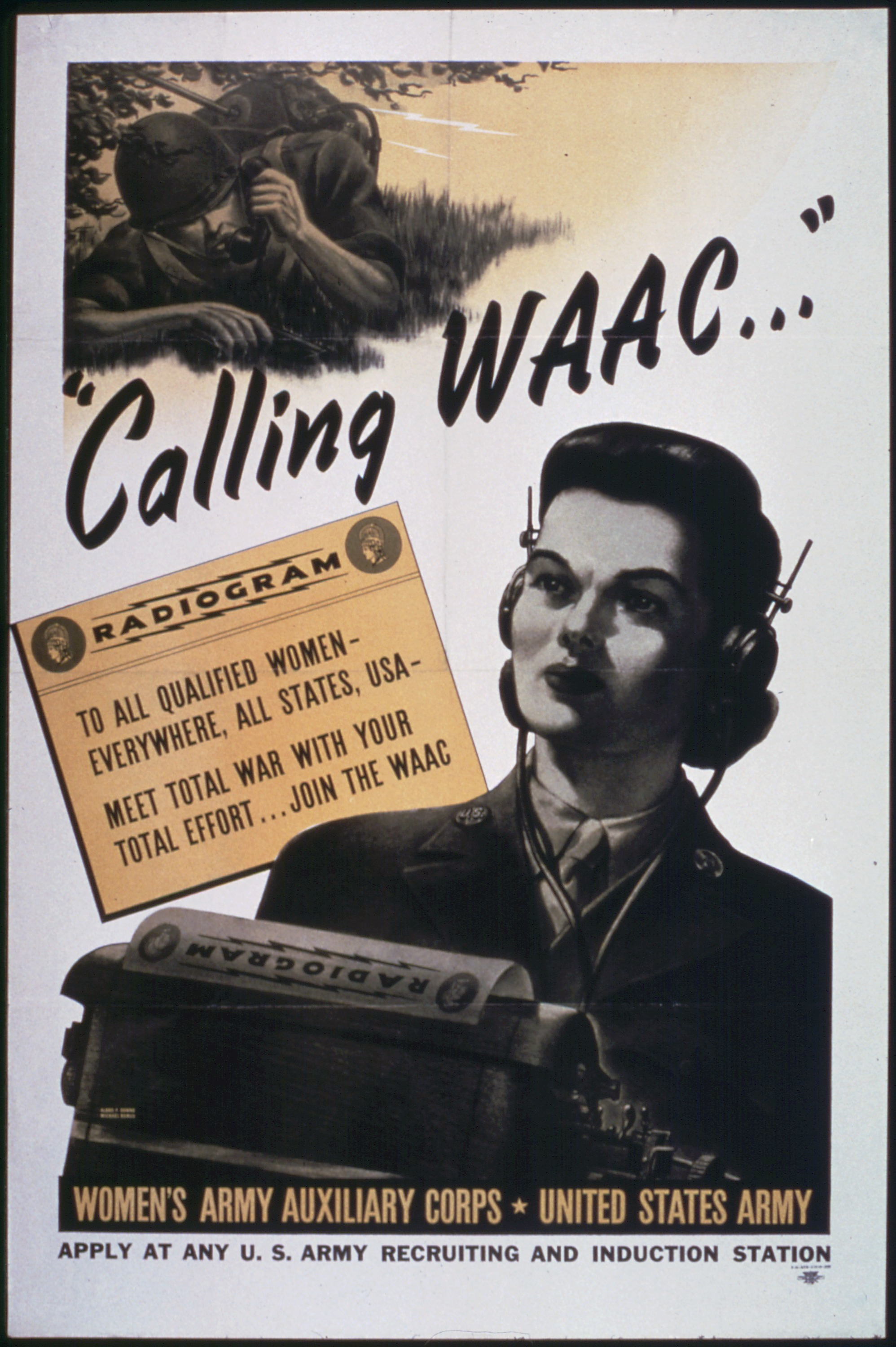
Постер Calling WAAC…

1943 року імпульс вербування припинився та пішов у зворотний бік, оскільки масова кампанія наклепу на внутрішньому фронті заперечила WAC як сексуально аморальний. Багато солдатів жорстко виступали проти дозволу жінкам носити форму, попереджаючи своїх сестер і подруг, що їх сприйматимуть як лесбійок або повій. Інші ж джерела наклепів надходили від жінок — пустих пліток військовослужбовців і дружин офіцерів, місцевих жінок, яким не подобалося, що прибулі військові захоплюють «їхнє місто», жінки-цивільні службовиці, які обурювалися конкуренцією (як щодо роботи, так і щодо чоловіків), благодійні та волонтерські організації, які обурювалися зайвою увагою, яку здобули WAAC, і скарги та наклепи, що поширювалися незадоволеними або звільненими WAAC. Усі розслідування показали, що чутки були неправдивими.
Хоча багато джерел породжували та підживлювали погані жарти та потворні чутки про жінок-військовослужбовиць, сучасні та історичні звіти зосереджені на роботі синдикованого оглядача Джона О'Доннелла. Згідно з армійською історією, навіть після свого поспішного відкликання колонка О'Доннелла «Капітолійські речі» від 8 червня 1943 року завдала «неоціненної шкоди» WAAC. Ця колонка починалася так: «Контрацептиви та профілактичне обладнання будуть надані членам WAACS відповідно до суперсекретної угоди, досягнутої високопоставленими офіцерами військового міністерства та головою WAAC, містером Вільямом Петтусом Хоббі…». Це сталося після колонки О'Доннелла від 7 червня, у якій обговорювалися зусилля жінок-журналісток і жінок-конгресменок для спростування «кричущих історій про веселу та недбалу манеру, якою молоді леді в уніформі… балуються…».
Звинувачення були спростовані, але «мораль WAAC стала темою загальної дискусії…». Заперечення вигадок О'Доннелла та інших подібних були неефективними. Згідно з армійською історією Метті Тредуелла, через три роки після колонки О'Доннелла "все ще можна було знайти релігійні видання, які передруковували цю історію та фактично приписували рядки колумніста Вільяму Хоббі, а його фотографію назвали «Дивовижним виродженням».

### Оцінки

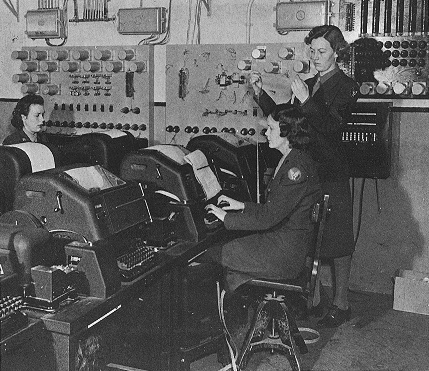
WAC працюють з телетайпами під час Другої світової війни.

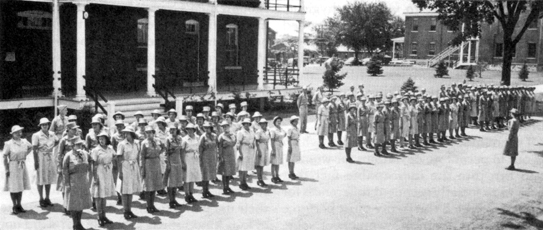
Перший клас кандидатів в офіцери, Школа підготовки офіцерок WAAC, Форт-Де-Мойн, Айова, 20 липня — 29 серпня 1942.

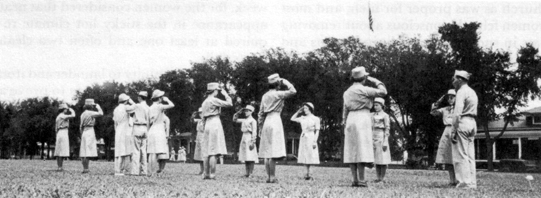
Перший клас кандидатів в офіцери, Школа підготовки офіцерів WAAC, Форт-Де-Мойн, Айова, 20 липня — 29 серпня 1942; навчання військових звичаїв та ввічливості.

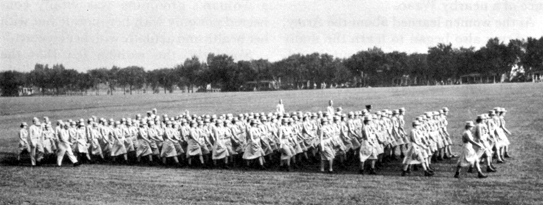
Перший клас кандидатів в офіцери, Школа підготовки офіцерів WAAC, Форт-Де-Мойн, Айова, 20 липня — 29 серпня 1942; стройова підготовка.

Генерал Дуглас Макартур називав WAC «моїми найкращими солдатами», додавши, що вони більше працювали, менше скаржилися та були краще дисципліновані, ніж чоловіки. Багато генералів хотіли, щоб WAC було більше, і пропонували призвати жінок, але було зрозуміло, що це «викличе значний громадський резонанс і спротив Конгресу», тому військове міністерство відмовилося піти на такий рішучий крок. Ті 150 000 жінок, які служили, були еквівалентом 7 дивізій чоловіків для бою. Генерал Дуайт Д. Ейзенхауер сказав, що «їхній внесок в ефективність, майстерність, дух і рішучість є неоціненним». Проте наклепницькі кампанії завдали шкоди репутації не лише WAC, але й інших жіночих корпусів, таких як WAVES ВМС; багато жінок навіть не хотіли, щоб хтось знав, що вони ветеранки.
У той самий період часу інші гілки збройних сил США мали подібні жіночі підрозділи, зокрема: WAVES військово-морського флоту, SPARS берегової охорони, Жіночий резерв Корпусу морської піхоти США та Жіноча служба пілотів Військово-повітряних сил США. Британські збройні сили також мали подібні підрозділи, зокрема: Жіночі королівські військово-морські сили, Жіночий допоміжний територіальний корпус та Жіночий допоміжний військово-повітряний корпус.
За словами історикині Д'Енн Кемпбелл, американське суспільство не було готове до жінок на військових ролях:
«WAC і WAVES здобули нездійсненну місію: їм потрібно було не тільки негайно й добровільно зібрати сили з групи, яка не мала військових традицій, але й подолати сильну ворожість з боку своїх товаришів-чоловіків. Ситуація була вкрай несприятливою: жінки не мали чіткої мети, окрім як відправити чоловіків на фронт; обов'язки збігалися з цивільними службовцями та найнятими колегами-чоловіками, що спричиняло плутанину та напругу; і керівний склад був непрестижним, недосвідченим і мав мало контролю над жінками, але не над чоловіками. Попри те, що верховне військове командування рішуче підтримувало їхню роботу, не було центрів впливу в цивільному світі, ані чоловічого, ані жіночого, які були б віддані успіху жіночої служби, а також жодних цивільних установ, які забезпечували б попередню підготовку новобранець або відповідні посади для ветеранок. WAC, WAVES, SPARS і жінки морської піхоти були сиротами війни, яких ніхто не любив».

### Проєкт Мангеттен
З початку 1943 року 422 WAC були призначені до Корпусу інженерів для роботи над Мангеттенським проєктом — секретним проєктом США зі створення атомної бомби. Генерал-майор Леслі Р. Гровз, директор проєкту, написав: «Мало кому відомо про важливість внеску в Мангеттенський проєкт сотень учасниць Жіночого армійського корпусу… Коли ви не здобуваєте визнання в заголовках, ніхто поза проєктом ніколи не дізнається, як багато залежить від вас».
Усім жінкам, зацікавленим у посадах у проєкті, було сказано наступне: вони виконуватимуть важку роботу, їм ніколи не дозволять виїхати за кордон, відвідувати школу кандидатів в офіцери, вони ніколи не будуть публічними та житимуть на ізольованих станціях із невеликою кількістю місць для відпочинку. Попри це для участі відгукнулася дивовижна кількість висококваліфікованих жінок. Пізніше виявилося можливим надсилати WAC, причетних Мангеттенського проєкту, до OCS без шкоди для безпеки.
Підрозділи WAC, залучені до цієї роботи, були нагороджені Відзнакою за заслуги, 20 жінок здобули похвальну медаль, а капітан Арлін Г. Шайденхельм здобула орден Легіон Заслуг. Крім того, усі члени WAAC та WAC, які брали участь у Другій світовій війні, здобули Медаль за службу жіночого армійського корпусу.

### В'єтнамська війна
1964 року кадровий офіцер у штабі Командування військової допомоги В'єтнаму (MACV) у Сайгоні написав директорці, тоді полковниці Емілі Горман, що Південний В'єтнам організовує жіночий корпус збройних сил (WAFC) і хоче, щоб WAC США допомогли їм у плануванні та розвитку. Командувач MACV, тоді генерал Вільям Вестморленд, надав для цього повноваження двом радницям WAC. Перед тим, як вимоги надійшли до Пентагону, офіцер з персоналу MACV, бригадний генерал Бен Стернберг, написав Горман з порадою про те, що «Офіцерка WAC має бути капітаном або майором, добре обізнаною в усіх питаннях, що стосуються діяльності школи WAC та навчання, що проводиться в ній. Вона повинна бути надзвичайно розумною, екстравертною і красивою. Сержантка WAC повинна володіти приблизно такими ж якостями… і також має вміти друкувати», на що Горман відповіла, що WAC «безумовно спробує» надіслати жінок із «кваліфікаціями, які ви описуєте». Тоді вона додала: «Поєднання розуму та краси, зазвичай є поширеним явищем у WAC».
Коли заявки надійшли до Пентагону в листопаді 1964 року, директорка вибрала майорку Кетлін І. Вілкес та сержантку 1 ст. Бетті Л. Адамс для необхідних посад. Вони обидві мали значний досвід підготовки, найму, адміністрування та командування у WAC. 15 січня 1965 року вони прибули до Сайгону, де їх зустріли майорка Тран Кам Хуонг, яка також була директоркою WAFC і коменданкою навчального центру WAFC, і її помічниця майорка Хо Тхі Ве.
Перші радниці WAC консультували директорку WAFC та її співробітників щодо методів організації, інспектування та управління під час набору, навчання, адміністрування та призначення жінок і кандидаток в офіцери. Час не дозволив першим двом радницям WAC відвідувати мовну школу до того, як вони поїхали в Сайгон, але ті, хто пішов далі, відвідали 12-титижневий курс в'єтнамської мови в Інституті оборонної мови, Монтерей, Каліфорнія. 1968 року додаткова радниця офіцера WAC була призначена до навчального центру WAFC, розташованого на околиці Сайгона. Старша радниця WAC, потім підполковниця і радниця сержанта, потім старша сержантка, залишилися в штаб-квартирі WAFC у місті та продовжували допомагати директорці WAFC розробляти плани та політику для всього корпусу. Для додаткового навчання члени WAFC вирушили до США. Між 1964 і 1971 роками 51 в'єтнамських кандидаток в офіцери пройшли базовий курс офіцерів WAC; одна офіцерка закінчила курс підвищення кваліфікації WAC.
Ще одну групу WAC призначили в Сайгон з 1965 року. Того року Вестморленд реквізував 15 стенографісток WAC для штаб-квартири MACV. Шість жінок прибули до грудня, інші протягом наступних кількох місяців. Окрім цього, протягом наступних семи років ці посади займали жінки у класах E-5 і вище, які володіли відмінними стенографічними навичками, зрілістю та бездоганною поведінкою.
Пік міцності WAC у цій ролі припав на 23 і 30 червня 1970 року. Старша з учасниць виконувала обов'язки старшого сержанта, а старша радниця WAC у WAFC був їхнім відповідальним офіцером. Спочатку жінок розселили в готелі Embassy, але пізніше вони переїхали в інші готелі Сайгона. Стенографістки WAC служили в штабі MACV і в командах підтримки в усій столичній області. Як і всі інші, вони працювали від шести з половиною до семи днів на тиждень по 10-15 годин на день і мали мало часу на відпочинок чи спілкування. З усім тим, кілька жінок продовжили свою службу у В'єтнамі, а деякі повернулися для другої та третьої служб.
На початку 1965 року Вестморленд також реквізував десяток офіцерок WAC. Вони обійняли адміністративні посади в штабі MACV, у командах підтримки та в штабі нового командування армії Сполучених Штатів у В’єтнамі (USARV). Майорка Одрі А. Фішер була першою, яка прибула та була призначена до офісу генерал-ад'ютанта. Як і військовослужбовці, офіцерки WAC жили в готелях у Сайгоні. Вони працювали у відділах кадрів, управління, громадської інформації, розвідки, логістики, планування та навчання, а також військової юстиції. Кілька офіцерок WAC служили в Центральному командуванні підтримки армії США в Куїньоні та затоці Камрань.
У квітні 1966 року заступник командувача армії США генерал-лейтенант Жан Е. Енглер звернувся з проханням призначити до його штабу загін WAC. Він попросив 50 (пізніше 100) друкарок та інших адміністративних працівниць, а також кадрову частину офіцерок та п'ятьох рядових жінок для управління підрозділом. Деякі офіцери USRV виступили проти цієї ідеї. Вони вважали, що додаткова безпека, необхідна для жінок, переважить переваги служби WAC у Південному В'єтнамі. Однак Енглер переміг критиків, коли вирішив розмістити WAC у зоні розквартування американських військових у міжнародному аеропорту Тан Сон Нхут, а не в місті, усуваючи потребу в додаткових охоронцях. Енглер усвідомлював, що WAC піддадуться ризику, але він не вважав ризик настільки великим, щоб виключити WAC, і він не вимагав, щоб жінки, призначені до USARV, вчилися стріляти зі зброї. Однак він приватно прийняв рішення про те, що якщо WAC колись призначатимуть на польові установки, він порекомендує їм пройти навчання зі стрілецької зброї. 

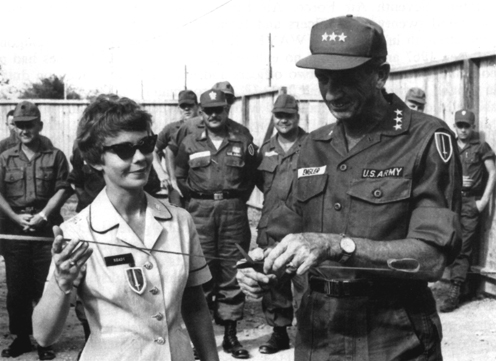
Капітан Пеггі Е. Реді дивиться, як генерал-лейтенант Жан Е. Енглер, заступник командувача армії США у В'єтнамі, перерізає стрічку під час відкриття нової казарми WAC, січень 1967 року.

25 липня 1966 року прохання Енглера про створення підрозділу WAC було схвалено командними каналами в тихоокеанському регіоні та Пентагоні, включно з директоркою WAC, і, нарешті, головою Об'єднаного комітету начальників штабів. Кадри WAC прибули наприкінці 1966 року. Першими прибули перша сержантка Меріон К. Кроуфорд й адміністративна сержантка 1 класу Бетті Дж. Бенсон. За ними прибули командир-капітан Пеггі Е. Реді, сержантка постачання Едіт Л. Ефферсон і клерки підрозділу PFC Райнелл М. Стоабс і Патрісія К. Певітт. 2 листопада вони взяли участь у церемонії закладки першого каменю для будівництва казарми WAC. Через два місяці армійські інженери завершили будівництво одинадцяти будиночків, які називаються хутчами, для житлових приміщень і офісів. 12 січня 1967 року прибули 82 військовослужбовиці, які мали служити перший рік у штабі USARV. Їх вітали оркестр USARV, преса, фотографи, офіцери та рядове командування. У липні 1967 року USARV та команди його компонентів, включно з призначеними WAC, перемістилися до Лонг Бінь Пост на північний схід від Сайгону.

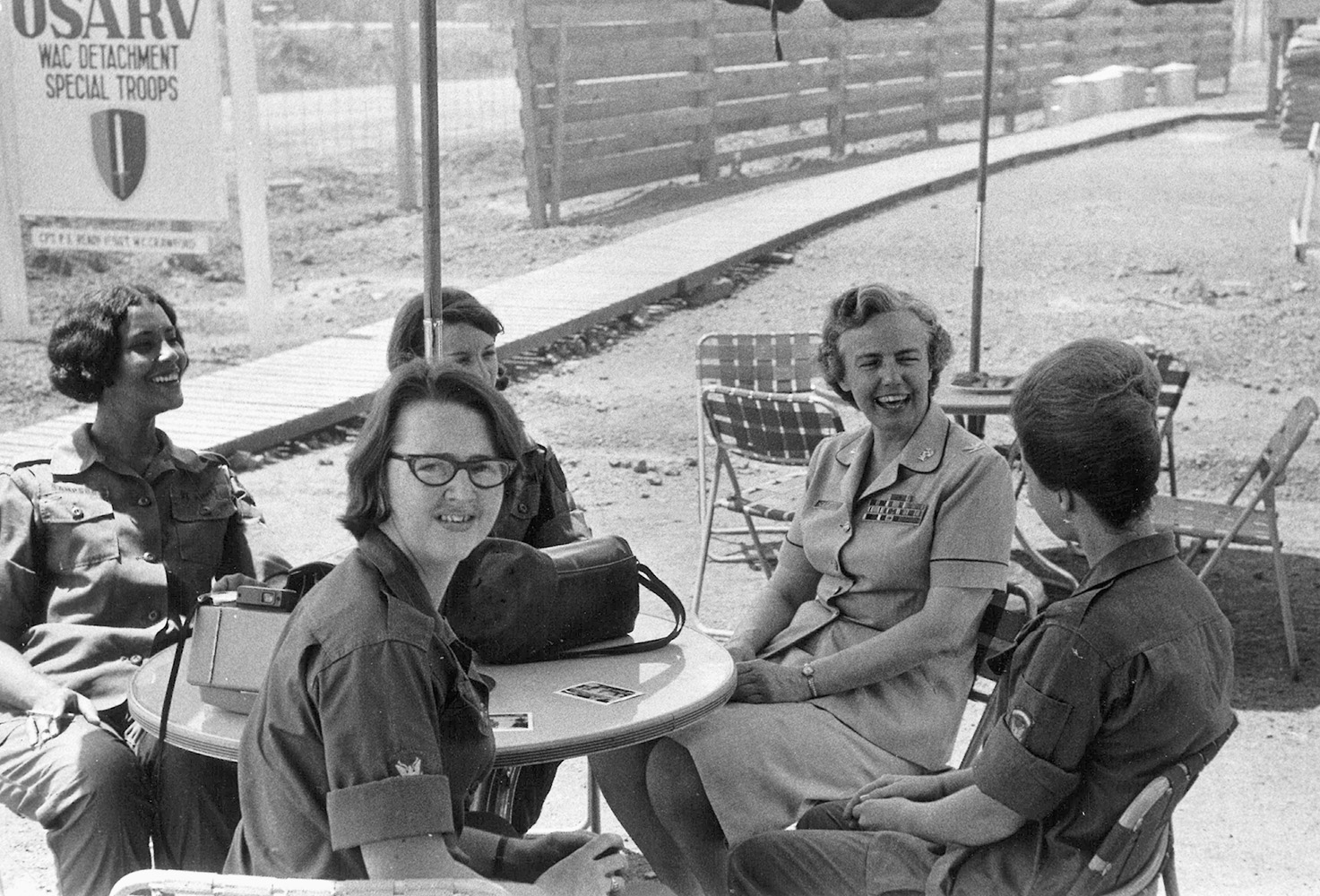
WAC загону USARV на Лонг Бінь Пост, жовтень 1967 р

У січні 1970 року WAC досяг свого піка чисельності у Південному В'єтнамі та складався з 20 офіцерок і 139 військовослужбовиць. З розвитком в'єтнамізації та відходом американських військ на кінець грудня 1970 загін WAC налічував 72 особи; до 31 грудня 1971 року — 46, а до початку 1972 року — 35 військовослужбовиць. 21 вересня 1972 року в загоні WAC Лонг Бінь, що налічував 13 військовослужбовиць, відбулася церемонія ліквідації. Наприкінці грудня 1972 року лише дві офіцерки та 17 рядових жінок залишилися в штабі MACV або підлеглих йому командуваннях, і всі вони були виведені до березня 1973 року.
Приблизно 700 WAC служили в Південному В'єтнамі без втрат. Загін Лонг Бінь отримав дві медальні зірки за Другу фазу контрнаступу у В'єтнамі (1 липня 1966 — 31 травня 1967) та наступальну кампанію Тет (30 січня 1968 — 1 квітня 1968).

### Кольорові жінки
Чорношкірі жінки служили в армії WAAC і WAC, але дуже мало служили у ВМС. Афроамериканки, які служили у WAC, зазнали сегрегації майже так само, як і в цивільному житті США — деякі осередки WAC приймали жінок будь-якої раси, а інші ні. Чорношкірих жінок навчали тих же спеціальностей, що й білих жінок, і раси не розділялися в школах спеціального навчання. Мета армії США полягала в тому, щоб 10 % війська складали афроамериканці, щоб відобразити більшу кількість населення США, але через нестачу новобраниць у WAC було лише 5,1 % чорношкірих жінок. Першою афроамериканською офіцеркою WAC була Чаріті Адамс Ерлі.

### Розформування
1976 року програма жіночої школи кандидатів в офіцери у Форт-Макклеллані була об'єднана з програмою у Форт-Беннінгу. Восени того ж року перші кадетки стартували у Вест-Пойнті. Програма OCS підготувала перших жінок-офіцерів армії до того, як перші курсанти Вест-Пойнта закінчили навчання в 1980 році.
WAC як відділення було розформоване 20 жовтня 1978 року, а всі жіночі підрозділи були об'єднані з чоловічими. Жінки, які служили на той час як WAC, перейшли на будь-яку військову професійну спеціальність, за якою вони працювали. Відтоді жінки в армії США служать у тих самих підрозділах, що й чоловіки, хоча лише з 1994 року їм дозволено брати участь бойових ситуаціях або перебувати поблизу них. Міністр оборони Лес Еспін наказав придбати «значний ризик захоплення» зі списку підстав для виключення жінок з певних військових частин.
2015 року Джин Пейс, на той час жінка-прапорщик з найдовшим стажем і остання колишня учасниця WAC на дійсній службі, пішла у відставку. Вона приєдналася до WAC 1972 року.

## Звання

### WAAC

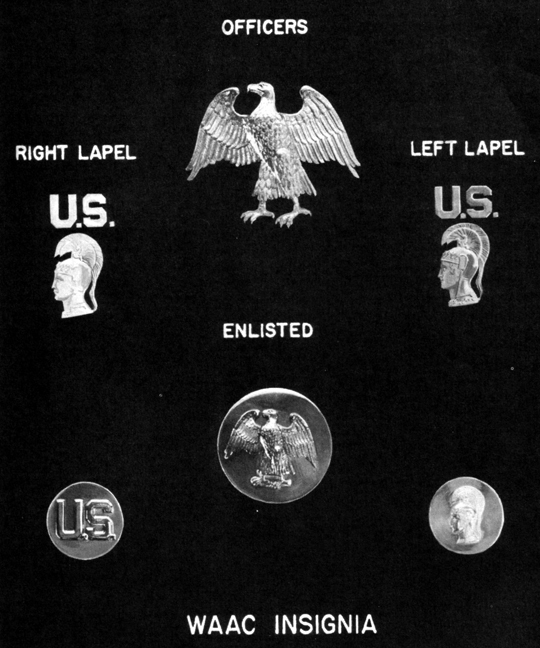
Значки WAAC

Спочатку було лише чотири рядові звання WAAC (помічниця, молодша лідерка, лідерка та старша лідерка) і три офіцерські звання WAAC (перша, друга і третя офіцерки). Директорка спочатку вважалася еквівалентом майора, а потім стала еквівалентом полковника. В міру того, як організація збільшувалася в розмірі, звання військовослужбовиць розширювалися. Підвищення спочатку було швидким і ґрунтувалося на здібностях і навичках. Як члени допоміжної волонтерської групи, WAAC отримували меншу зарплату, ніж їхні еквівалентні чоловіки в армії США, і не мали жодних пільг чи привілеїв.
Організаційним знаком WAAC був Орел, що підіймається (на прізвисько WAAC — «Качка, що перевалюється» або «Ходячий канюк»). Він був виконаних із золотого металу, а носили його як значки на кепці та ґудзики уніформи. Військовослужбовиці та сержантки носили його як тиснений круглий значок на головних уборах, тоді як офіцерки носили «вільну» версію (без підкладки) на головних уборах, щоб їх можна було відрізнити. Допоміжними знаками розрізнення були темно-сині літери «WAAC» на сіро-оливковому прямокутнику, що носився на верхньому рукаві (нижче нашивок для рядових звань). Особовому складу WAAC не дозволялося носити ті самі знаки розрізнення, що й персоналу армії. Зазвичай вони були уповноважені робити це, щоб допомогти візуально визначати старшинство в WAAC, хоча вони не мали жодної влади над армійським персоналом.
| Звання WAAC (травень 1942 — квітень 1943) | Звання WAAC (травень 1942 — квітень 1943) | Звання WAAC (травень 1942 — квітень 1943) | Звання WAAC (травень 1942 — квітень 1943) |
| Рядові WAAC                               | Еквівалент Армії США                      | WAAC офіцерки                             | Еквівалент Армії США                      |
| ----------------------------------------- | ----------------------------------------- | ----------------------------------------- | ----------------------------------------- |
| Старша керівниця                          | Старший сержант                           | Директорка WAAC                           | Майор                                     |
| Старша керівниця                          | Перший сержант                            | Перша офіцерка                            | Капітан                                   |
| Керівниця                                 | Технічний сержант                         | Друга офіцерка                            | 1-й лейтенант                             |
| Керівниця                                 | Старшина штабу                            | Третя офіцерка                            | 2-й лейтенант                             |
| Керівниця                                 | Сержант                                   |                                           |                                           |
| Молодша керівниця                         | Капрал                                    |                                           |                                           |
| Помічниця першого класу                   | Рядовий першого класу                     |                                           |                                           |
| Помічниця другого класу                   | Рядовий                                   |                                           |                                           |
| Помічниця третього класу                  | Рекрут                                    |                                           |                                           |

| Звання WAAC (квітень 1943 — липень 1943) | Звання WAAC (квітень 1943 — липень 1943) | Звання WAAC (квітень 1943 — липень 1943) | Звання WAAC (квітень 1943 — липень 1943) |
| Рядові WAAC                              | Еквівалент Армії США                     | WAAC офіцерки                            | Еквівалент Армії США                     |
| ---------------------------------------- | ---------------------------------------- | ---------------------------------------- | ---------------------------------------- |
| Головна лідерка                          | Старший сержант                          | Директорка WAAC                          | Полковник                                |
| Перша лідерка                            | Перший сержант                           | Помічниця директорки WAAC                | Підполковник                             |
| Технічна лідерка                         | Технічний сержант                        | Польова директорка                       | Майор                                    |
| Старшина штабу                           | Старшина штабу                           | Перша офіцерка                           | Капітан                                  |
| Керівниця                                | Сержант                                  | Друга офіцерка                           | 1-й лейтенант                            |
| Молодша керівниця                        | Капрал                                   | Третя офіцерка                           | 2-й лейтенант                            |
| Помічниця першого класу                  | Рядовий першого класу                    |                                          |                                          |
| Помічниця другого класу                  | Рядовий                                  |                                          |                                          |
| Помічниця третього класу                 | Рекрут                                   |                                          |                                          |

### WAC

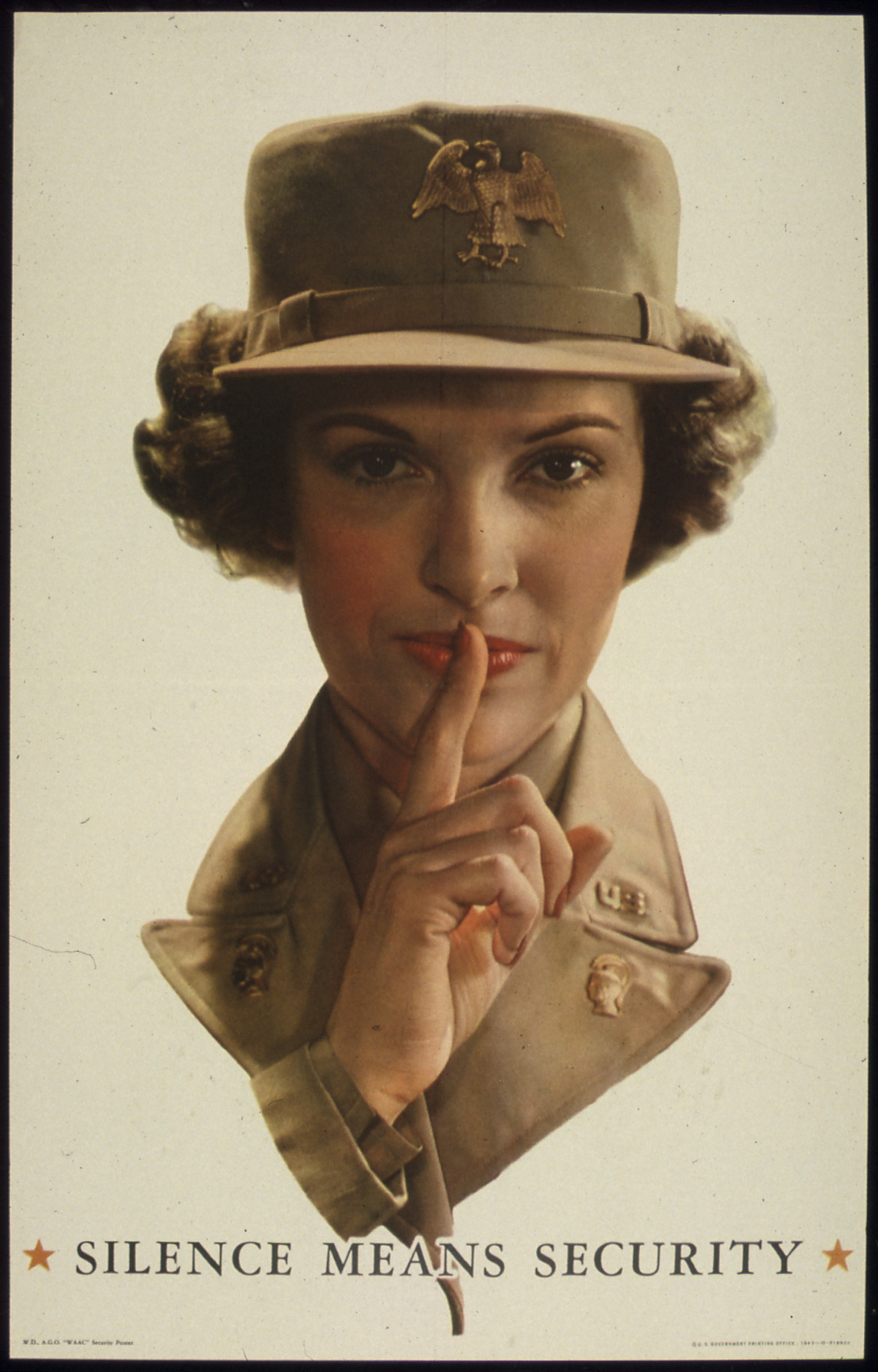
Пропаганда проти чуток щодо Жіночого армійського корпусу (1941—1945)

У липні 1943 року організація була перейменована в Жіночий армійський корпус, коли була дозволена як гілка армії США, а не допоміжна група. «GI Eagle» армії США тепер замінив Rising Eagle WAAC як нагрудний знак WAC. Пізніше у вересні WAC отримав ті самі знаки розрізнення та зарплату, що й чоловіки, а наприкінці жовтня отримав ті ж надбавки та відрахування, що й чоловіки. Вони також були першими жінками-офіцерами в армії, яким дозволили носити офіцерські відзнаки; армійський медсестринський корпус не мав на це дозволу до 1944 року.
WAC мав власну відзнаку корпусу (бюст Афіни Паллади), яку носив персонал «Нематеріального відділення» (ті, хто не належить до відділу служби). Політика армії США постановила, що технічний і професійний персонал WAC повинен носити відповідні їм знаки розрізнення, щоб уникнути плутанини. Під час існування WAC (з 1943 до 1978 року) жінкам було заборонено призначатися до військових підрозділів армії, таких як піхота, кавалерія, бронетанки, винищувачі танків або артилерія, і вони не могли служити в районі бойових дій. Проте вони служили цінним персоналом у своїх штаб-квартирах і штатних підрозділах у США чи Англії.
Звання техніків в армії були технічними та професійними спеціалістками, подібними до пізнішого рівня спеціаліста. Техніки мали ті самі знаки розрізнення, що й сержантки того ж рангу, але мали знаки «Т» («технік») під шевронами. Їх визнавали однаковими за заробітною платою, але половиною між еквівалентним розрядом заробітної плати та наступним нижчим звичайним розрядом заробітної плати за вислугою років. Технічні ранги зазвичай помилково приймали за старших сержантів через схожість їхніх знаків розрізнення, що створювало плутанину.
У липні 1943 року у WAC спочатку не було прапорщиків. Призначення прапорщиків для жінок-військовослужбовців було дозволено в січні 1944 року. У березні 1944 року шість жінок стали першими прапорщиками WAC — як адміністративні спеціалістки або керівниці оркестрів. Їхнє число зросло до 10 до червня 1944 року та до 44 до червня 1945 року. До того часу, коли війна офіційно закінчилася у вересні 1945 року, на службі в армії все ще перебували 42 прапорщики WAC.
Більшість офіцерок WAC були офіцерами ротного рангу (лейтенанти та капітани), оскільки WAC розгорталися як окремі або придані загони та роти. Офіцерки польових чинів (майорки та підполковниці) перебували в штаті при директорці WAC. Офіцерки отримували платню за розміром заробітної плати, а не за рангом чи званням, і не отримували класу заробітної плати до 1955 року.
| Звання WAC (вересень 1943—1945) | Звання WAC (вересень 1943—1945) | Звання WAC (вересень 1943—1945) | Звання WAC (вересень 1943—1945) | Звання WAC (вересень 1943—1945) | Звання WAC (вересень 1943—1945) | Звання WAC (вересень 1943—1945) |
| Оплата                          | Рядові WAC                      | Місяць ($)                      | Рік ($)                         | Офіцерки WAC                    | Місяць ($)                      | Рік ($)                         |
| ------------------------------- | ------------------------------- | ------------------------------- | ------------------------------- | ------------------------------- | ------------------------------- | ------------------------------- |
| Клас 1                          | Старший сержант                 | 138                             | 1656                            | Рядові                          | 333                             | 4000                            |
| Клас 1                          | Перший сержант                  | 138                             | 1656                            | Підполковник                    | 291                             | 3500                            |
| Клас 2                          | Технічний сержант               | 114                             | 1368                            | Майор                           | 250                             | 3000                            |
| Клас 3                          | Старшина штабу                  | 96                              | 1152                            | Капітан                         | 200                             | 2400                            |
| Клас 3                          | Технік 3 класу                  | 96                              | 1152                            | 1-й лейтенант                   | 166                             | 2000                            |
| Клас 4                          | Сержант                         | 78                              | 936                             | 2-й лейтенант                   | 150                             | 1800                            |
| Клас 4                          | Технік 4 класу                  | 78                              | 936                             | Головний прапорщик              | 175                             | 2100                            |
| Клас 5                          | Капрал                          | 66                              | 792                             | Прапорщик (молодше звання)      | 150                             | 1800                            |
| Клас 5                          | Технік 5 класу                  | 66                              | 792                             |                                 |                                 |                                 |
| Клас 6                          | Рядові першого класу            | 54                              | 648                             |                                 |                                 |                                 |
| Клас 7                          | Private                         | 50                              | 600                             |                                 |                                 |                                 |
| 1.                              |                                 |                                 |                                 |                                 |                                 |                                 |

## Список керівниць
| • | Полковник Овета Калп Хоббі           |  |  | (1942—1945) |
| • | Полковник Вестрей Баттл Бойс         |  |  | (1945—1947) |
| • | Полковник Мері Галларен              |  |  | (1947—1953) |
| • | Полковник Ірен О. Гелловей           |  |  | (1953—1957) |
| • | Полковник Мері Луїза Расмусон        |  |  | (1957—1962) |
| • | Полковник Емілі Горман               |  |  | (1962—1966) |
| • | Бригадна генерал Елізабет Гойзінгтон |  |  | (1966—1971) |
| • | Бригадна генерал Мілдред Інес Бейлі  |  |  | (1971—1975) |
| • | Бригадна генерал Мері Кларк          |  |  | (1975—1978) |

## Асоціація ветеранок жіночого армійського корпусу
Асоціація ветеранок жіночого армійського корпусу — Жіноча об'єднана армія (WACVA) була організована в серпні 1947 року. Жінки, які з честю служили в Допоміжному жіночому армійському корпусі (WAAC) або Жіночому армійському корпусі (WAC), а також ті, хто почесно служили в армії США, резерві армії США або Національній гвардії США мають право бути членами асоціації.

## Визначні учасниці WAC

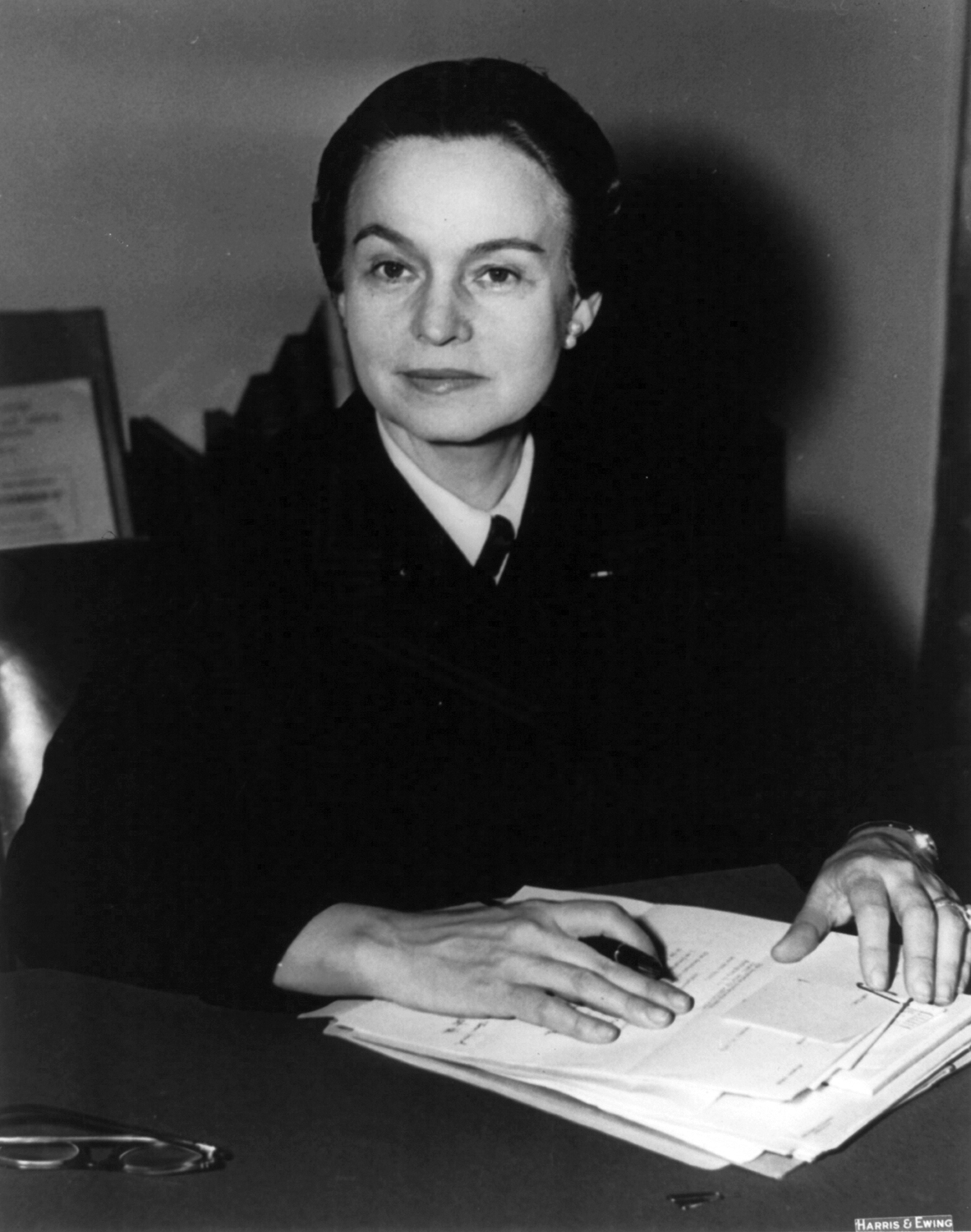
First WAC Director Oveta Culp Hobby

- Полковниця Джеральдін Пратт Мей (1895—1997, служила у 1942—19??)[62]. У березні 1943 року Мей стала однією з перших жінок-офіцерів, призначених до армійських повітряних сил, працювала директоркою штабу WAC у повітряно-транспортному командуванні. 1948 року вона здобула звання полковника (перша жінка, яка отримала це звання у ВПС) і стала директоркою WAF у ВПС США — першою жінкою, яка обійняла цю посаду.
- Підполковниця Чаріті Адамс була першою уповноваженою афроамериканкою WAC і другою, яка здобула звання майора. Після здобуття цього звання у 1945 році, вона командувала окремим жіночим 6888 батальйоном центральної поштової служби у Бірмінгемі, Англія. 6888-й висадився з військами, які наступали під час D-Day, і був дислокований у Руані, а потім у Парижі під час вторгнення у Францію. Це був єдиний афроамериканський підрозділ WAC, який служив за кордоном під час Другої світової війни[63].
- Підполковниця Гаррієт Вест-Вадді (1904—1999, служила у 1942—1952)[64] була однією з двох афроамериканок у WAC, які здобули звання майора. Завдяки попередньому досвіду служби з директоркою Мері Маклеод Бетьюн з Федеральної ради у справах темношкірих[en], Вест-Вадді стала помічницею полковника Калпа з расових відносин у WAC. Після війни в 1948 році отримала звання підполковника.
- Підполковниця Елеонора К. Салліван (служила у 1952—1955) була командиркою центру WAC і школи WAC, розташованої у форті Макклеллан[65]
- Підполковниця Флоренс К. Мюррей служила в штабі WAC під час Другої світової війни. 1956 року вона стала першою жінкою-суддею в Род-Айленді. 1977 року вона була першою жінкою, обраною суддею Верховного суду Род-Айленда.
- Майор Елна Джейн Гілліард (служила у 1942—1946) командувала 2525-м підрозділом WAC у Форт-Маєрі, штат Вірджинія. Вона була першою жінкою, яка служила в загальному військовому суді армії США[66].
- У січні 1943 року капітанка Френсіс Кіган Маркіз стала першою, хто очолила жіночий експедиційний корпус, 149-ту роту поштового штабу WAAC[67][68]. Ця група з приблизно 200 жінок, які служила в північноафриканському штабі генерала Ейзенхауера в Алжирі, виконувала секретарські, водійські, поштові та інші небойові обов'язки[69]. Армійська історія назвала цю компанію «однією з найбільш висококваліфікованих груп WAAC, які коли-небудь виходили на поле. Майже всі її учасниці були лінгвістками, а також кваліфікованими фахівцями, і майже всі були кандидатами до офіцерської школи»[68].
- Реєстраторка державних земель Луїзіани Еллен Браян Мур здобула звання капітана в WAC й одного разу залучила до лав трьохсот жінок за одним закликом[70].
- Капітанка Дові Джонсон Раундтрі була серед 39 афроамериканок, яких докторка Мері Бетьюн залучила до першого класу підготовки офіцерів WAAC. Раундтрі відповідала за вербування афроамериканок[71]. Після закінчення армії вона вступила до юридичного факультету Університету Говарда та стала відомою юристкою із захисту громадянських прав у Вашингтоні, округ Колумбія. Вона також була однією з перших жінок, висвячених у церкві A.M.E.[72].
- У лютому 1943 року лейтенантка Анна Мак Кларк, як третя офіцерка, стала першою афроамериканкою, що очолила повністю білий підрозділ WAAC[73].
- Старша прапорщиця Елізабет К. Сміт (WAC / USAAF 1944—1947, WAF / USAF 1948—1964) була однією з перших прапорщиків WAF у 1948 році.
- Старша прапорщиця Жанна Й. Пейс була жінкою, яка найдовше прослужила в армії, і останньою військовою, яка перебувала в складі WAC станом на 2011 рік. Останнім її призначенням була капельмейстерка 1-ї кавалерійської дивізії, звідки вона пішла у відставку після 41 року служби[74]. Вона також є лауреаткою премії «Доньки американської революції[en]», яка була заснована, щоб віддати належне жінкам у всіх видах військ за їхні надзвичайні заслуги з попередніми нагородами, включно з майоркою Теммі Дакворт, генерал-майоркою Гейлою Поллок та генерал-лейтенанткою Патрицією Горохо[75].
- Елізабет «Текс» Вільямс була військовою фотографкою[76]. Вона була однією з небагатьох жінок-фотографів, які знімали всі аспекти армії[77].
- Метті Пінетт була особистим секретарем президента Дуайта Д. Ейзенхауера[78].
- Емі Шерідан була першою американською жінкою-офіцером, яка командувала військовою авіаційною компанією США, дислокованою за межами США, і першою єврейською жінкою, яка стала кар'єрною авіаторкою у Збройних силах США[79].
- Старша прапорщиця Трейсі Гардер була останньою солдаткою Жіночого армійського корпусу на дійсній службі станом на вересень 2022 року. Гардер здобула орден Легіону за заслуги в серпні 2022 року. Вона приєдналася до Жіночого армійського корпусу в 1978 році, за рік до того, як Корпус був інтегрований в армію[80].
- Рядова Марджорі Лінхарт Бабинець була першою військовослужбовицею військової авіації, яка здобула повітряну медаль у 1944 році.
- Мілдред Келлі була першою афроамериканкою, яка служила у званні старшої сержантки армії (1972 рік) і першою жінкою-сержантом-майором, яка служила в армійському підрозділі з переважно чоловічим складом (1974 рік)[81].